# Cmentarz wojenny nr 10 – Wola Cieklińska
Cmentarz wojenny nr 10 - Wola Cieklińska – austriacki cmentarz z I wojny światowej, zaprojektowany przez Dušana Jurkoviča znajdujący się przy skrzyżowaniu dróg Gorlice-Żmigród i Jasło-Folusz w powiecie jasielskim, w gminie Dębowiec. Jeden z ponad 400 zachodniogalicyjskich cmentarzy wojennych zbudowanych przez Oddział Grobów Wojennych C. i K. Komendantury Wojskowej w Krakowie.
Na cmentarzu pochowanych jest prawdopodobnie 141 żołnierzy poległych w grudniu 1914 roku:
- 64 Rosjan
- 77 Austriaków

Pierwotnie obiekt miał kształt prostokąta o powierzchni około 340 m² oraz 110 m² i usytuowany był po obu stronach drogi Folusz-Jasło. W obrębie cmentarza znajdował się pomnik z dwoma tablicami oraz 12 grobów pojedynczych oraz 3 zbiorowe. Obecnie na jego miejscu stoi niewielki pomnik wybudowany z kamieni z oryginalnego pomnika z tablicą pamiątkową i inskrypcją:

"Obca Wam była ziemia, na której walczyliście,
teraz Was obejmuje i jest Waszą Matką."

a teren cmentarza jest zaorany.